# Nõmmküla (Muhu)
Nõmmküla – wieś w Estonii, w prowincji Sarema, w gminie Muhu.